# Jesaja Balaban
Jesaja Balaban (weltlicher Name Ioann/Iwan,† vor 1620) war ein orthodoxer Geistlicher in Polen-Litauen.

## Leben
Ioann Balaban kam aus einer adligen Familie und war verwandt mit Gedeon Balaban, dem späteren Bischof von Lwów. 1597 wurde er von diesem zum Archimandriten des Mariä-Entschlafens-Klosters in Uniejów ernannt. 1599 musste er das Amt wieder aufgeben. Er ging an die Akademie in Ostrog, wo er die dortige Druckerei leitete. 
1606 wurde er Igumen des Dreifaltigkeitsklosters in Derman. 1613 war er an der Vorbereitung der Herausgabe einer theologischen Streitschrift beteiligt.
Sein Todesjahr ist unbekannt, 1620 wurde er als verstorben erwähnt.